# Athena (Oregon)
Pour les articles homonymes, voir Athena (homonymie).
Athena est une municipalité américaine située dans le comté d'Umatilla en Oregon.
Lors du recensement de 2010, sa population est de 1 126 habitants. La municipalité s'étend sur 0,57 milles carrés (1,48 km2).
Athena est à l'origine une halte sur la route entre Pendleton et Walla Walla dans l'État de Washington. Elle devient une municipalité le 20 février 1889.